# 세상의 모든 디저트: 러브 사라
《세상의 모든 디저트: 러브 사라》(영어: Love Sarah)는 2020년 7월에 개봉한 영국의 코미디, 로맨스, 드라마 영화이다.
 엘리자 슈뢰더가 감독을 제이크 브런거가 각본을 맡았다.
 영국은 2020년 7월 10일에 대한민국은 2021년 2월 4일에 개봉되었다.

## 줄거리
베이커리 오픈을 앞두고 절친 이자벨라와

오픈 할 건물에서 만나기로 한 사라는 자전거를

타고 가다가 사고로 세상을 떠나게 된다

엄마의 죽음을 받아들이기 힘들어 상심한 사라의 딸

클라리사는 재능을 가진 무용도 포기하고 사귀던 남친에게

이별통보를 받고 엄마가 베이커리를 오픈 할 예정이였던

건물에서 하루밤을 지내게 되고 사라의 부재로 인해

건물을 다른 곳에 넘겨주려는 이사벨라는 클라리사에게

할머니한테 가라고 하고 결국 할머니집에서 살게 된

클라리사는 엄마의 꿈이였던 베이커리를 열기 위해

엄마의 절친인 아사벨라와 할머니 미미를 설득한다

어렵게 베이커리 오픈을 결정한 셋은 베이커리 이름을 러브사라로

정하고 제빵사를 모집하게 되는데 여기에 미슐랭 투스타를 받았던

셰프 매튜가 합류하고 베이커리를 오픈하게 되지만 생각만큼

손님이 없어 걱정중이던 와중에 미미는 여러 나라 사람들이

살고 있는 런던을 생각하며 각 나라 고향에서 먹을 수 있는

빵을 만들어서 팔면 좋지 않을까란 생각을 하게 되고 이를

실행에 옮기게 되는데....

## 출연진
- 셀리아 아임리 - 미미 역
- 섀넌 타벳 - 클라리사 역
- 셀리 콘 - 이자벨라 역
- 루퍼트 펜리 존스 - 매튜 역
- 빌 패터슨 - 펠릭스 역